# Дзоні
Дзоні (яп. 雑煮, ぞうに) — страва японської кухні, суп з рисів'яниками. В Японії вважається новорічною стравою. Додатковими інгредієнтами можуть служити різні овочі, риба, курка, зелень тощо. Страва готується з різних інгредієнтів, бо має безліч регіональних відмінностей.
Вважається, що спочатку дзоні було стравою польової кухні самураїв, яка готувалася з рисів'яників, овочів та сушених продуктів у військових таборах. Згодом вона перестала бути їжею виключно самураїв, та стала стравою поширеним серед всіх людей. Традиція їсти дзоні на Новий рік веде свій початок, імовірно, від періоду Муроматі, коли його готували для піднесення богам.